# Blauwe druifjes
Blauwe druifjes (Muscari botryoides) is een plant uit de aspergefamilie (Asparagaceae) of Hyacinthaceae. De bloemen staan dicht op elkaar, en zijn bijna bolvormig. De onderste bloemen zijn knikkend, en de bovenste licht opstaand. Deze laatste meestal zonder stamper of meeldraden. De bloemen zijn blauw met een witte rand of zijn helemaal wit.
De blauwe druifjes komen oorspronkelijk uit het Middellandse Zeegebied en uit Klein-Azië. Deze plant is vooral in de warmere gedeeltes van Midden-Europa verwilderd geraakt en groeit nu in boomgaarden en in wijngaarden. De plant groeit in Nederland vooral in graslanden, en langs duingebieden, maar is ook te vinden in het bos en in het weiland.